# Anacranae beybienkoi
Anacranae beybienkoi är en insektsart som beskrevs av Sergey Storozhenko 2005. Anacranae beybienkoi ingår i släktet Anacranae och familjen gräshoppor. Inga underarter finns listade i Catalogue of Life.